# Boris Demidovici

Boris Demidovici

Boris Pavlovici Demidovici (în rusă Борис Павлович Демидович; în belarusă Барыс Паўлавіч Дземідовіч n. 2 martie 1906 la Navahrudak - d. 23 aprilie 1977 la Moscova) a fost un matematician bielorus, reprezentant al școlii sovietice de ecuații diferențiale ordinare din Moscova.
A concretizat existența soluțiilor aproape periodice ale ecuațiilor diferențiale liniare și comportarea asimptotică a sistemelor apropiate de sistemele liniare.
Cea mai cunoscută lucrare a sa este Culegere de probleme și exerciții de analiză matematică, tradusă în română în 1956.